# Cinclode à ailes blanches
Cinclodes atacamensis
Espèce
Synonymes
- Upuarthia atacamensis Philippi, 1857
(protonyme)

Statut de conservation UICN

 LC  : Préoccupation mineure
Le Cinclode à ailes blanches (Cinclodes atacamensis), aussi appelé Cinclode marron, est une espèce de passereaux sud-américains de la famille des Furnariidae. Il a été décrit par Philippi en 1857.

## Répartition et sous-espèces
Le Cinclode à ailes blanches vit sur les bords caillouteux des fleuves de la puna entre 2 300 et 5 200 mètres d'altitude.
Selon la classification de référence du Congrès ornithologique international (15.1, 2025) :
- C. a. atacamensis (Philippi, 1857) — puna ;
- C. a. chocolatinus Reichenow, 1920 — sierras de Córdoba.

## Étymologie
Le nom de genre scientifique du Cinclode à ailes blanches vient du grec kinklos (sorte d'oiseau) et du suffixe -odes (excès, ressemblance proche). Le nom d'espèce vient du latin moderne atacamensis signifiant de l’Atacama.